# Minous
Minous – rodzaj morskich ryb z rodziny Synanceiidae.

## Występowanie
Ocean Indyjski i Ocean Spokojny, także w Morzu Czerwonym. 

## Klasyfikacja
Gatunki zaliczane do tego rodzaju:

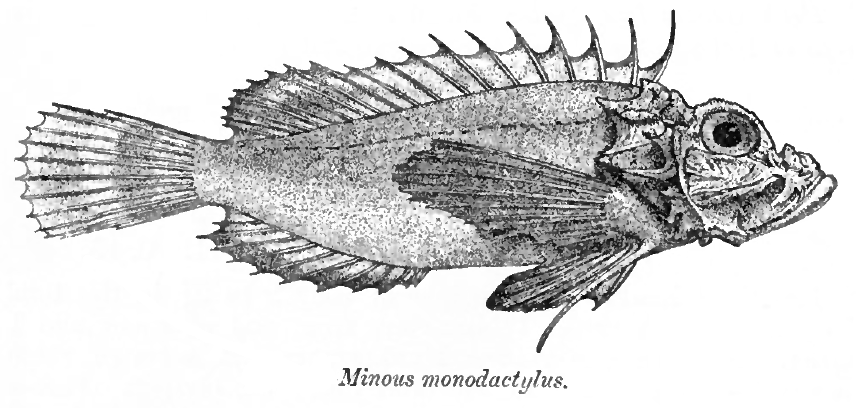
Minous andriashevi
- Minous coccineus
- Minous dempsterae
- Minous groeneveldi[3]
- Minous inermis
- Minous longimanus
- Minous monodactylus
- Minous pictus
- Minous pusillus
- Minous quincarinatus
- Minous radiatus[3]
- Minous roseus[3]
- Minous trachycephalus
- Minous usachevi
- Minous versicolor

- Minous monodactylus